# 1159. grenadirski polk (Wehrmacht)
1159. grenadirski polk (izvirno nemško 1159. Grenadier-Regiment; kratica 1159. GR) je bil pehotni polk Heera v času druge svetovne vojne.

## Zgodovina
Polk je bil ustanovljen 26. avgusta 1944 kot sestavni del 567. ljudskogrenadirske divizije; še v času oblikovanja so polk preimenovali v 911. grenadirski polk.